# Futbolniy Klub Dnipro
O FK Dnipro (em ucraniano, ФК Днiпро) foi um time de futebol da Ucrânia, da cidade de Dnipro.

## História
Foi fundado em 1918 como um time da fábrica Petrovsky. Foi renomeado "Petrovets" no ano seguinte. 
O time entrou na competição soviética sob o nome de Stal em 1936 numa das divisões inferiores. De 1949 até 1961, ficou conhecido como Metalurg Dnipropetrovsk. Em 1954, o time alcançou as meias-finais da Copa da URSS, onde perdeu para o Spartak Yerevan, da República Soviética da Arménia.
Em 1961, mudou de patrocinador, o Yugmash, que naquele tempo era uma das mais poderosas empresas da União Soviética. O patrocinador mudou o nome do time para Dnepr. Depois disso, demorou apenas 3 anos para o time chegar à elite do futebol da URSS. Na primeira participação, terminou em 6º lugar, de 16.
Em 1973 e 1976 o Dnepr chegou às semi-finais da Copa da URSS novamente. Em 1978 foi rebaixado para a segunda divisão onde permaneceu por 2 anos. Depois de algumas reformas - como a contratação de Vladimir Yemets e Gennadiy Zhizdik para a comissão técnica - o time passou a ser um dos mais cotados para ganhar o campeonato do país. Nesse período, o time revelou grandes nomes como Oleg Protasov, Hennadiy Lytovchenko, Cherednik, e Oleg Taran.
Acompanhando o colapso da URSS, Dnepr virou Dnipro (tradução para o ucraniano), e permaneceu como um dos favoritos ao título da recém criada Liga Ucraniana. Terminou como vice-campeão em 1993, e terceiro colocado em 1992, 1995, 1996, 2001 e 2004. O time também alcançou as finais da Copa da Ucrânia em 1995, 1997 e 2004, mas acabou derrotado pelo Shakhtar Donetsk nas três ocasiões.
Em 2016, começaram a aparecer os primeiros graves problemas financeiros, com a saída do milionário ucraniano Ihor Kolomoyskyi, proprietário do clube, e os primeiros salários em atraso com equipa técnica de Juande Ramos. A Federação Ucraniana aplicou sanções pesadas ao clube, como fortes deduções de pontos, que atiram o clube para a Persha-Liha, na época de 2016/2017. As dividas iam-se acumulando e as sanções eram cada vez mais pesadas, tendo o clube caído para as divisões amadoras e consequente fechamento.

## Títulos
- Campeonato Soviético de Futebol: 2

1983, 1988
- Copa da URSS: 1

1989
- Supercopa da URSS: 1

1988
- Copa da Federação da URSS: 2

1986, 1989
- Marbella Cup: 1

2011
Vice-campeonatos
- Campeonato Soviético de Futebol: 2

1987, 1989
- Supercopa da URSS: 1

1983
- Copa da Federação da URSS: 1

1990
- Copa da Ucrânia: 3

1995, 1997, 2004
- UEFA Intertoto Cup: 1

UEFA Intertoto Cup 2006
Outros
- UEFA Champions League Quartas-de-final em 1985, 1990
- Campeonato Soviético de Futebol 3º colocado em 1984, 1985
- Campeonato Ucraniano de Futebol 3º colocado em 1992, 1995, 1996, 2001, 2004.
- Melhor clube ucraniano no Campeonato Soviético de Futebol em 1983, 1984, 1987, 1988, 1989
- Liga Europa: Vice-campeão em 2014-15

## Estádio
O Dnipro teve o Estádio Meteor em Dnipro como sua primeira casa. Foi erguido em 1966 e havia sendo gradualmente renovado desde 2001.

Capacidade: 24381 pessoas sentadas

Tamanho do campo: 105x68 m

Iluminação: 1400 lux
O Dnipro construiu outro estádio, o Dnipro Stadium com capacidade para 31,000 pessoas. O estádio foi inaugurado em 2008.

## Uniformes

### Uniformes dos jogadores
- Primeiro Uniforme: Camisa azul, calção e meias brancas.
- Segundo Uniforme: Camisa branca, calção e meias azuis.

| 1º uniforme | 2º uniforme |

### Uniformes dos goleiros
- Verde com detalhes amarelos;
- Vermelho com detalhes amarelos;
- Roxo com detalhes amarelos.

| Cores do Time · Cores do Time · Cores do Time · Cores do Time · Cores do Time | Cores do Time · Cores do Time · Cores do Time · Cores do Time · Cores do Time | Cores do Time · Cores do Time · Cores do Time · Cores do Time · Cores do Time |  |

### Uniformes anteriores
- 2013-14

| 1º uniforme | 2º uniforme |

- 2012-13

| 1º uniforme | 2º uniforme | 3º uniforme |  |

- 2011-12

| 1º uniforme | 2º uniforme | 3º uniforme |  |

- 2010-11

| 1º uniforme | 2º uniforme | 3º uniforme |  |

## Jogadores notáveis
| - Anatoliy Dem'yanenko - Hennadiy Lytovchenko |  | - Oleh Protasov - Oleh Taran - Vadym Yevtushenko |  | - Dmytro Parfenov - Oleh Venhlinskyi - Andriy Rusol |

## Técnicos
| - Valeriy Lobanovs'kyi (1969-1973) - József Szabó (1978-1980) - Vladimir Yemets e Gennadiy Zhizdik (1981-1986) - Yevgeny Kucherevsky (1987-1992) - Nikolay Pavlov (1992-1994) - Bernd Stange (1995-1996) - Yevgeny Kucherevsky (2001-2005) - Oleh Protasov (2006-2008) - Volodymyr Bezsonov (2008-2010) - Vadim Tischenko (2010) - Juande Ramos (2011-2014) - Myron Markevytch (2014-2016) - Dmytro Mykhaylenko (2016-2017) |